# Mod de producție
În marxism, modul de producție reprezintă o combinație dintre doi factori:
- forțele de producție, fiind reprezentate de muncă și mijloace de producție, și
- relațiile de producție, sociale și tehnice, precum proprietatea, controlul și puterea.